# Le Sphinx
Le Sphinx (česky Sfinga) byl nevěstinec v Paříži. Nacházel se v Boulevard Edgar Quinet č. 31 ve 14. obvodu. Tento podnik se vyznačoval architekturou a výzdobou v egyptském stylu a patřil spolu s Le Chabanais a One-two-two k nejznámějším a nejdražším podnikům ve městě.
Nevěstinec byl otevřen v roce 1935 a uzavřen v důsledku zákazu veřejných domů v roce 1946. Dům po válce později využívala soukromá filantropická nadace Fondation de France pro ubytování studentů. Dnes je zde obytný dům s bankovní filiálkou v přízemí.